# José Guerrero (Maler)
José Guerrero (* 29. Oktober 1914 in Granada; † 23. Dezember 1991 in Barcelona) war ein spanischer Maler. 1929 begann er eine Ausbildung zum Holzschnitzer und schrieb sich in der Malklasse der Escuela de Artes y Oficios ein. Von 1940 an besuchte er die Escuela Superior de Bellas Artes in San Fernando. Nebenbei verdiente er sein Geld mit dem Zeichnen von Plakaten für das Kino.
1945 ging Guerrero nach Paris, wo er mit einem Stipendium der französischen Regierung Freskenmalerei an der École des Beaux-Arts studierte. Er wohnte im spanischen Pavillon der Universitätsstadt, wo zeitgleich unter anderem Eduardo Chillida und Pablo Palazuelo studierten. So lernte er die Werke der spanischen Maler der Schule von Paris kennen. Es folgten Studienaufenthalte in Bern, Rom, Brüssel, Paris und London.
1948 lernte Guerrero seine Frau Roxane Whittier Pollock, eine amerikanische Journalistin, kennen. 1950 ziehen beide nach New York. In den 1950er Jahren stellt Guerrero regelmäßig in den USA aus, unter anderem in der Galerie von Betty Parsons, die schon Jackson Pollock, Mark Rothko oder Clyfford Still zum Durchbruch verhalf. Das Werk von Guerrero wurde Teil von bedeutenden privaten Sammlungen und  zunehmend auch von internationalen Museen erworben. 1958 erhielt Guerrero ein Stipendium der Graham Foundation, das ihm eine Zusammenarbeit mit Wifredo Lam, Eduardo Chillida und Mies van der Rohe ermöglichte.
Während Guerrero sich in den 1950er Jahren in den USA einen Namen machte, gelang ihm in den 1960er Jahren der Durchbruch in Spanien. Seine Werke sind heute Teil der bedeutendsten spanischen Sammlungen zeitgenössischer Kunst.
In seiner Geburtsstadt Granada erinnert seit 2000 das Centro José Guerrero an den Künstler und zeigt Arbeiten aus den verschiedenen Schaffensperioden.

## Weblink
- Centro José Guerrero

| Personendaten    | Personendaten     |
| ---------------- | ----------------- |
| NAME             | Guerrero, José    |
| KURZBESCHREIBUNG | spanischer Maler  |
| GEBURTSDATUM     | 29. Oktober 1914  |
| GEBURTSORT       | Granada           |
| STERBEDATUM      | 23. Dezember 1991 |
| STERBEORT        | Barcelona         |